# Le canzoni dei Puffi
Le canzoni dei Puffi è un album raccolta di brani musicali dedicati alla serie animata I Puffi, pubblicato su LP ed MC nel 1983 dall'etichetta discografica Durium.
Tre canzoni di Cristina D'Avena appaiono per gentile concessione di Five Record.
L'album è da non confondersi con la compilation Five Record di Cristina D'Avena del 1993 uscita solo in MC e ristampata su CD nel 2006.

## Tracce

### Lato A
1. John e Solfamì (A. Valeri Manera - H. Seroka - J. Zegers) 3:00
2. Il paese dei Puffi (Alberts - P. Blandi) 3:10
3. Il grande capo indiano (G. Behrle - Fernant - P. Blandi) 2:52
4. Il trenino tutto blu (P. Kartner - P. Blandi) 3:15
5. Il Puffo Rock (E. Mergency - Helna - R. Klunz - P. Blandi) 3:04
6. A E I O U (P. Blandi - P. Kartner) 2:46
7. How do you do (F. Wienneke - G. Behrle - P. Blandi) 2:08

### Lato B
1. Quando i Puffi (E. Mergency - Linlee - Helna - P. Blandi) 2:46
2. Il Puffo Hic (G. Behrle - Frankfurter - F. Wienneke - P. Blandi) 2:32
3. Il Puffo dispettoso (Schoenzetter - P. Blandi) 3:15
4. Il Puffo volante (P. Kartner - P. Blandi) 3:37
5. La scuola dei Puffi (Behrle - Frankfurter - Wienneke - P. Blandi) 3:08
6. Puffa una canzone (P. Kartner - P. Blandi) 2:02
7. Tanti Puffi a te (E. Mergency - Helna - R. Klunz - P. Blandi) 2:13

## Interpreti
- Cristina D'Avena (Lato A n. 1-6/Lato B n. 5)
- Victorio Pezzolla e i Puffi (Lato A n. 2-4-5/Lato B n. 1-3-4-6)
- Ferry Wienneke, Victorio Pezzolla e i Puffi (Lato A n. 3-7/Lato B n. 2-7)

## Fonti
DURIUM MSAI 77436
/K-TEL TI 189 - 
Formato: LP/MC